# (5665) Begemann
(5665) Begemann (1982 BD13) – planetoida z grupy pasa głównego asteroid okrążająca Słońce w ciągu 3,36 lat w średniej odległości 2,24 j.a. Odkryta 30 stycznia 1982 roku.